# Branchinecta prima
Branchinecta prima är en kräftdjursart som beskrevs av Cohen 1983. Branchinecta prima ingår i släktet Branchinecta och familjen Branchinectidae. Inga underarter finns listade.